# 宝应湖
宝应湖是一个位于中国江苏省淮安市金湖县、扬州市宝应县的湖泊，面积约为44平方千米，平均水深约为0.9米，蓄水量约为3960万立方米。属草型浅水、封闭型湖泊。2005年2月，被列入江苏省湖泊保护名录。
宝应湖位于高邮湖与白马湖之间，原为淮河入江行洪之地。湖水依赖地表径流和湖面降水补给，部分白马湖水经阮桥闸汇入宝应湖，由大汕子闸下泄入高邮湖。